# アレクサンダー・ステファンソン
アレクサンダー・ステファンソン（アイスランド語: Alexander Stefánsson、1922年10月6日 - 2008年3月28日）は、アイスランドの政治家。進歩党に所属し、1983年から1987年にかけて社会問題大臣を務めた。